# 사카이촌 (도쿄도)
사카이촌(堺村)은 도쿄도 미나미타마군에 설치되었던 촌이다.